# EYE Film Instituut Nederland

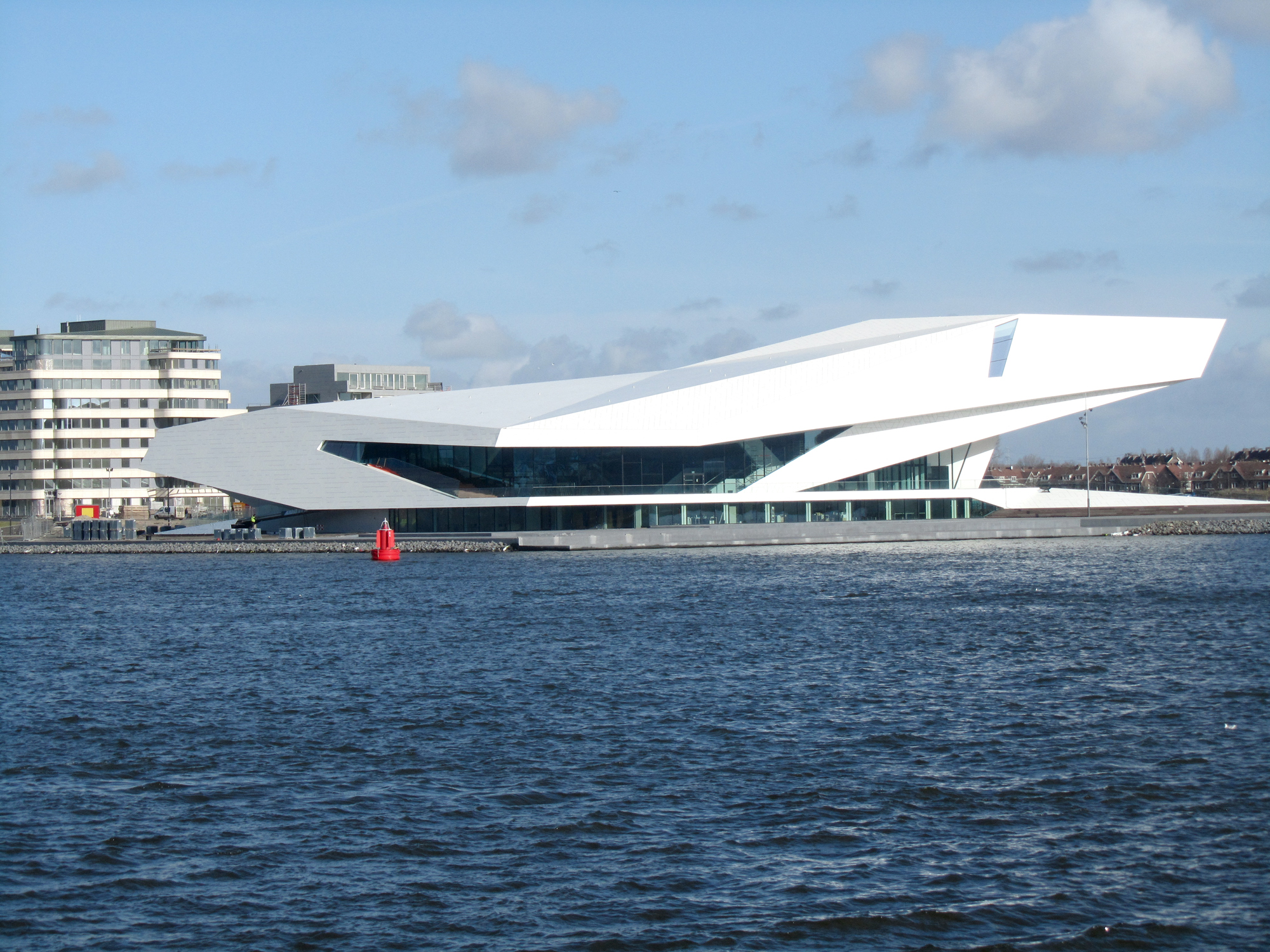
Nouveaux locaux du EYE.

Le EYE Film Instituut Nederland (auparavant Nederlands Filmmuseum, littéralement : Musée néerlandais du cinéma) est un musée du cinéma situé à Amsterdam (Pays-Bas), fondé en 1946. C'est le seul musée du pays consacré au « Septième Art ».
Auparavant implanté dans un bâtiment situé dans le Vondelpark, le Filmmuseum occupe depuis 2012 de nouveaux locaux sur la rive nord de l'IJ. Le nouvel immeuble du musée, un bâtiment ultra-moderne en harmonie avec son environnement et notamment avec la Tour Overhoeks proche, a été conçu par l'agence d'architecture viennoise Delugan-Meissl qui, selon les responsables du musée, en a fait « la porte d'entrée vers le monde de l'image en mouvement. »

## Collections et activités

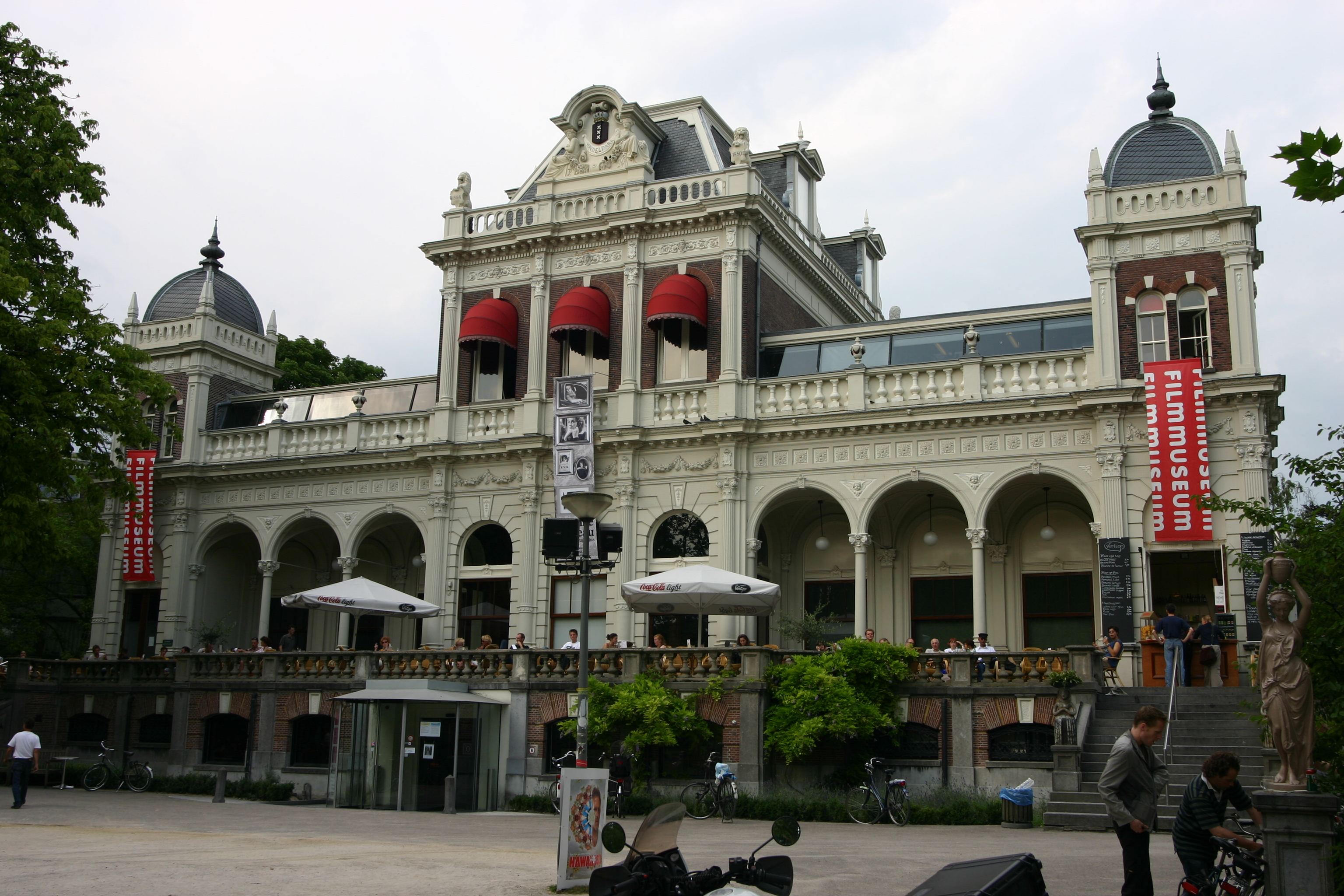
Le Vondelparkpaviljoen, dans lequel était hébergé le musée de 1975 à 2012.

Les collections du EYE comprennent plusieurs milliers de films, photos, affiches et scénarios de films hollandais et étrangers. En croissance constante, elles couvrent toute l'histoire du cinéma depuis les tout premiers films muets de la fin du XIXe et du début du XXe siècle jusqu'aux dernières productions numériques contemporaines.
L'une des plus importantes missions du musée est la conservation et la restauration d'un ensemble de films datant de la première moitié du XXe siècle sur des supports (nitrate, acétate) fragiles, voire dangereux parce qu'inflammables, qui nécessitent une attention particulière afin d’éviter leur décomposition.
EYE est réputé pour les remarquables restaurations de films muets et de films classiques qu'il effectue régulièrement. De nombreux films, hollandais comme Dakota (1974) de Wim Verstappen ou Zeemansvrouwen de Henk Kleinman (1930), mais aussi étrangers comme Beyond the rocks (1922), avec Rudolph Valentino et Gloria Swanson ou M le maudit (1931) de Fritz Lang, ont pu trouver une seconde vie grâce aux restaurations effectuées par le Filmmuseum.
Le musée dispose de l'équipement nécessaire pour la projection de vieux films, mais ils sont rarement utilisés. Par le passé, le Musée attirait les cinéphiles en projetant chaque jour des chefs-d'œuvre de l’histoire du cinéma, et organisait des projections en plein air, des festivals et des rétrospectives. Tous les deux ans, la «Biennale del Filmmuseum» était organisée, un festival qui présentait des courts et longs métrages restaurés à partir des collections du musée et des cinémathèques du monde entier. Aujourd'hui, les salles EYE ne diffusent quasiment que des films contemporains à la suite d'un choix commercial de sa direction actuelle.
Le musée abrite la plus grande bibliothèque des Pays-Bas consacrée au cinéma. Celle-ci a mis en ligne son catalogue, mettant à disposition des personnes intéressées et des chercheurs des données bibliographiques portant sur les films, les livres, les revues, les articles et les extraits de journaux ou encore des éléments multimédia. La collection d’affiches du musée a été numérisée, ce qui la rend aisément disponible.
Il a également une activité de distributeur, jouant ce rôle pour des films indépendants, classiques ou contemporains, qu'il acquiert pour sa collection et distribue dans divers cinémas aux Pays-Bas. Cela permet à des productions « underground » en provenance du monde entier, qui ne sont pas distribuées dans les circuits classiques, d'être vues. Le musée soutient également parfois financièrement la production de films, comme Quand l'Italie n'était pas un pays pauvre (Quando l'Italia non era un paese povero), un documentaire réalisé par Stefano Missio et sorti en 1997.